# Iván Duque
Iván Duque Márquez (Bogotá, 1 de agosto de 1976) es un abogado, catedrático, escritor y político colombiano. Fue presidente de Colombia desde el 7 de agosto de  2018 hasta el 7 de agosto de 2022. Es miembro del Partido Centro Democrático.
Ejerció como senador de la República de Colombia desde el 20 de julio de 2014 hasta el 10 de abril de 2018. Trabajó como representante de Colombia ante el Banco Interamericano de Desarrollo.
Comenzó su vida política como asesor del entonces ministro de Hacienda, Juan Manuel Santos, quien lo nombró representante de Colombia ante el Banco Interamericano de Desarrollo (BID), entre 2001 hasta 2013, donde estuvo encargado de la División de Cultura. Posteriormente, rompió con el gobierno de Juan Manuel Santos tras la apertura de los diálogos de paz y se postuló para senador de la república por el Centro Democrático, resultando electo para el periodo 2014-2018. Finalizado su primer periodo como senador, se postuló a la presidencia, liderando una coalición uribista y ganó las elecciones presidenciales de 2018, a sus cuarenta y dos años. Se convirtió en el presidente más joven de la historia reciente de Colombia.
Durante su gobierno, dio continuidad a algunos elementos del acuerdo de paz con las FARC-EP, firmados por el gobierno antecesor. La Misión de Verificación de la ONU, así como el Consejo de Seguridad del mismo organismo, han reiterado su apoyo y acompañamiento a la implementación de los mismos. Si bien numerosos grupos de la sociedad civil, analistas y opositores políticos, objetan la falta de compromiso del Ejecutivo en ejercicio en cumplir a cabalidad con los acuerdos ya que continuó el asesinato de excombatientes de las FARC-EP, que se venía dando desde la firma misma del acuerdo en 2016.
Su postura frente a la continuación de los diálogos con el ELN se caracterizó por condicionarlos a la liberación de todos los secuestrados de esta guerrilla, así como al cese de sus actividades criminales. Los diálogos con esta guerrilla se romperían completamente tras el atentado contra la escuela de policía General Santander. En junio de 2021, se conoció que, de acuerdo a una encuesta de la consultora Datexco, un 79% de los habitantes desaprobaban su gestión, siendo el presidente peor calificado desde que existen este tipo de mediciones en Colombia.
Fue criticado por el uso ilegal del Ejército Nacional para espiar a más de ciento treinta figuras públicas, entre los cuales se encontraban jueces, periodistas y figuras de la oposición; la muerte de dieciocho niños en un bombardeo militar; sus posturas cambiantes frente al fracking; por el manejo del gobierno del las protestas de 2019-2020; las protestas de 2021, y sus desavenencias con veedores de derechos humanos de Naciones Unidas de Colombia.

## Biografía
Es hijo de la politóloga Juliana Márquez Tono y del abogado, político y periodista Iván Duque Escobar (1937-2016) quien se desempeñó como gobernador de Antioquia entre 1981 y 1982, ex ministro de minas y energía, además de lo cual fue registrador nacional del estado civil durante el gobierno de Andrés Pastrana.
Iván Duque cursó su bachillerato en el Colegio Rochester de Bogotá, pero se graduó validando el bachillerato en la institución Winston Salem.Abogado de la Universidad Sergio Arboleda. Inició su carrera profesional en 1999 como consultor en la CAF-Banco de Desarrollo de América Latina, luego se desempeñó como asesor para el Ministerio de Hacienda de Colombia durante el gobierno de Andrés Pastrana. Posteriormente, entre 2001 y hasta 2013 trabajó en el Banco Interamericano de Desarrollo (BID) como consejero principal para Colombia, Perú y Ecuador en los directorios del Banco Interamericano de Desarrollo, la Corporación Financiera de Inversiones IIC y el Fondo Multilateral de Inversiones del grupo BID y fue jefe de la división de Cultura, Creatividad y Solidaridad.
Duque se desempeñó como asesor internacional de Álvaro Uribe. Entre los años 2010 y 2011 fue asesor de la Organización de Naciones Unidas (ONU).
Es autor de los libros Maquiavelo en Colombia, El futuro está en el centro, IndignAcción y coautor del libro El Efecto naranja. Fue columnista del periódico Portafolio de la casa editorial El Tiempo.

### Senador de Colombia (2014-2018)
Para las elecciones legislativas de 2014, Duque Márquez formó parte de la lista cerrada al Senado de la República del movimiento político Centro Democrático, encabezada por Álvaro Uribe; Duque ocupó el séptimo renglón de dicha lista y resultó elegido senador para el periodo 2014-2018. Tomó posesión de su cargo el 20 de julio de 2014.
Durante su periodo como senador, fue autor de cuatro Leyes de la República:
- Ley 1822 del 4 de enero de 2017,[24] que aumentó la licencia de maternidad,[25] con ello se busca que las madres pasen el mayor tiempo con sus hijos recién nacidos, beneficio que también se extiende a madres adoptantes.
- Ley 1831 del 2 de mayo de 2017,[26] para la instalación de desfibriladores en establecimientos públicos y lugares de alta afluencia de público con el fin de salvar vidas, al ser el infarto la principal causa de muerte en Colombia.
- Ley 1809 de 29 de septiembre de 2016,[27] para el uso de cesantías en seguros educativos, para que más familias puedan enviar sus hijos a la universidad.
- Ley 1834 del 23 de mayo de 2017,[28] la Ley Naranja,[29] para la promoción, fomento y protección de las industrias creativas y culturales.

### Candidatura presidencial (2017-2018)
Duque es abogado con estudios mayores de Filosofía y Humanidades de la Universidad Sergio Arboleda. Cursó maestría (LLM) en Derecho Internacional Económico de la Universidad Americana y Gerencia de Políticas Públicas de la Universidad de Georgetown. Cuenta con un certificado de estudios ejecutivos en "negociación estratégica, políticas de fomento al sector privado y gerencia de capital de riesgo", curso de corta duración en la Escuela de Negocios y Gobierno de la Universidad de Harvard.
Hacia febrero de 2017, Duque dio a conocer sus aspiraciones de ser el candidato del Centro Democrático a la presidencia de Colombia. El 10 de diciembre de 2017 fue elegido candidato a la Presidencia de la República de Colombia por el partido Centro Democrático para las elecciones previstas en 2018. Duque fue elegido con un sistema de encuestas que realizó su partido, electo con un 29,47 por ciento frente a los otros dos precandidatos, Carlos Holmes Trujillo que obtuvo el 20,15% y Rafael Nieto, con el 20,06%.
En enero de 2018, se anunció que la Coalición de la Centro Derecha, en donde participó en la consulta interpartidista denominada La Gran Consulta por Colombia, con los candidatos Iván Duque, Marta Lucía Ramírez y Alejandro Ordóñez. El 11 de marzo de 2018, Duque ganó la consulta con un total de cuatro millones de votos, Marta Lucía Ramírez en segundo lugar con un millón y medio de votos y Ordóñez en tercer lugar con 385 mil votos. Durante su discurso Duque anunció a Marta Lucía Ramírez como su fórmula presidencial.
El 27 de mayo de 2018 ganó la primera vuelta presidencial con el 39,14% de los votos, que corresponden a 7 569 693 votos. El 17 de junio de 2018 resultó vencedor en la segunda vuelta presidencial con el 54% de los votos, que corresponden a 10 373 080 votos contra 8 034 189 de su rival Gustavo Petro.
Declaraciones del expresidente Iván Duque tales como «No permitiremos que Colombia se vuelva como Venezuela» y que sería infeliz siendo gobernado por Gustavo Petro en el marco de un debate, generaron varias críticas por parte de sus opositores. Por su parte, varios analistas políticos han afirmado que fue una estrategia política y publicitaria para ganar seguidores en las Elecciones presidenciales de Colombia de 2018 por medio del miedo y la desinformación sobre las políticas propuesta por Gustavo Petro.
Por otro lado se le ha acusado de tener vínculos con la Organización Odebrecht. Investigaciones relacionadas con el caso Odebrecht confirmaron que Duque estuvo reunido con el polémico empresario Duda Mendonça, reunión en la que también estuvo Óscar Iván Zuluaga y por la cual este último fue involucrado en un proceso judicial que finalmente fue archivado en 2017.

#### Acusación de compra de votos
En 2020 la senadora prófuga de la justicia Aída Merlano acusó al candidato y eventual presidente Duque de confabularse con los clanes políticos de la costa Caribe, como el grupo político Char, para comprar votos en detrimento del oponente a las presidenciales Gustavo Petro. Por los anteriores motivos Iván Duque fue acusado por el representante de oposición David Racero, ante la Cámara de Acusaciones del Congreso por los delitos de constreñimiento al sufragante, corrupción al sufragante, tráfico de votos, y tentativa de homicidio.

#### Ñeñepolítica
El escándalo más grande que enfrentó la campaña de Duque es la denominada "Ñeñepolítica", relacionada con supuestas ayudas por parte del narcotraficante José Hernández Aponte que en su rol como supuesto ganadero financió la campaña para la actual presidencia. El Ñeñe, como era conocido, se presentaba en la alta sociedad como un exitoso ganadero esposo de la ex-reina de belleza María Mónica Urbina, e influenciador político a nivel local y nacional. Esta especie de "doble vida" del Ñeñe tiene en la mira a varias figuras de la gobierno Duque. Una vez el Consejo Nacional Electoral citó a María Claudia Daza, exmiembro de la UTL de Álvaro Uribe, quien fue grabada hablando con el Ñeñe sobre aportes a la campaña y luego con Nubia Stella Martínez, directora nacional del Centro Democrático quien confirmaba la entrada de dineros de Hernández al partido, a declarar sobre esta posible financiación ilegal, esta usó su derecho a guardar silencio para no declarar. A enero de 2022, continuaban las indagaciones en la Corte Suprema de Justicia sobre este caso.

### Presidencia de Colombia (2018-2022)

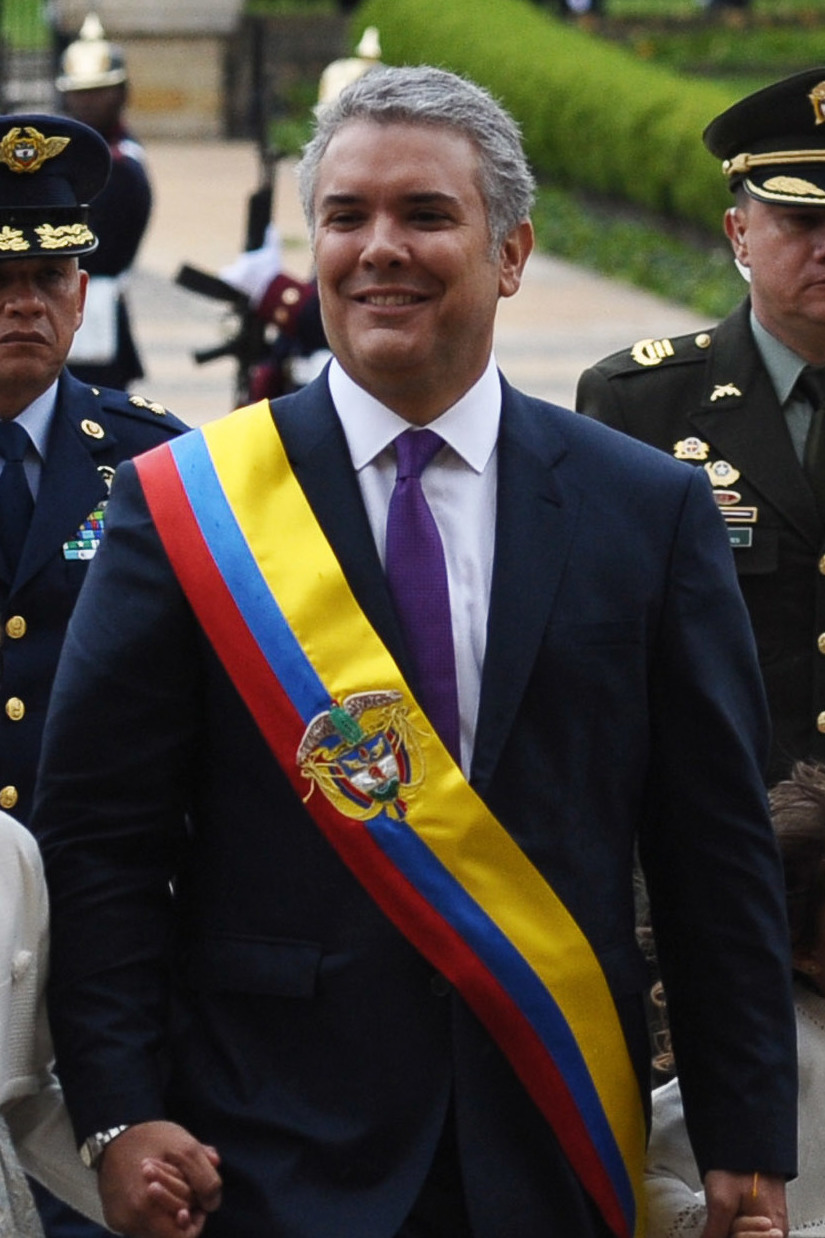
Duque con la banda presidencial, 7 de agosto de 2018.

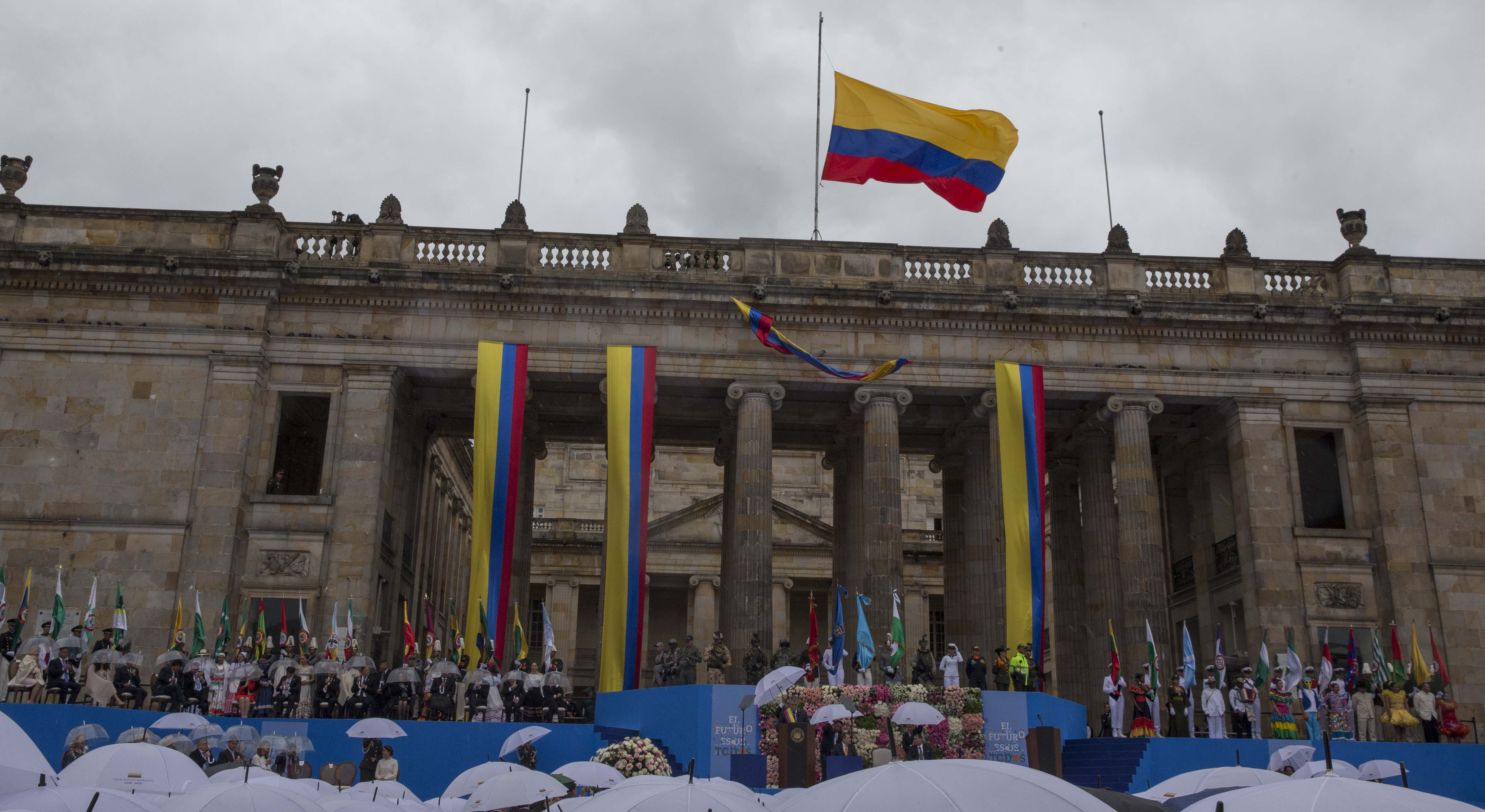
Toma de posesión de Iván Duque, como Presidente de la República de Colombia.

#### Paros durante su gobierno
Durante su gobierno tuvieron lugar el paro nacional Colombiano de 2019-2020 y el de 2021.

##### Paro nacional de 2019
El primer paro tuvo lugar después de la renuncia del Ministro de Defensa tras ser revelado que el Estado Colombiano había ocultado el bombardeo de un campamento guerrillero donde fallecieron 18 menores de edad. La crisis política desatada por la renuncia del ministro de defensa se vio aunada a las protestas por las reformas pensionales y laborales anunciadas por el gobierno durante el segundo semestre de 2019, lo que desencadenó una crisis institucional durante noviembre y diciembre de 2019, culminando en los primeros toques de queda marciales impuestos sobre Bogotá desde el paro nacional de 1977 y un saldo de 17 civiles muertos y 846 heridos. Tras varios días de paro, el gobierno se vio forzado a retirar la reforma pensional.

#### Paro nacional de 2021
Durante el primer semestre de 2021 tuvo lugar el paro nacional de 2021 el cual se vio motivado por la propuesta de una reforma tributaria hecha por el gobierno en marzo de ese año, mediante la cual el gobierno propuso establecer un impuesto al valor agregado del 19% al consumo de servicios públicos (para los estratos 4, 5 y 6), además de establecer igual tarifa de IVA a todas las ventas de gasolina, internet, celulares, además de ciertos productos de la canasta básica. Así mismo se propuso la creación de un impuesto a la renta para quienes devengarán más de 663 dólares mensuales, además de impuestos a los servicios funerarios y la creación de peajes urbanos.

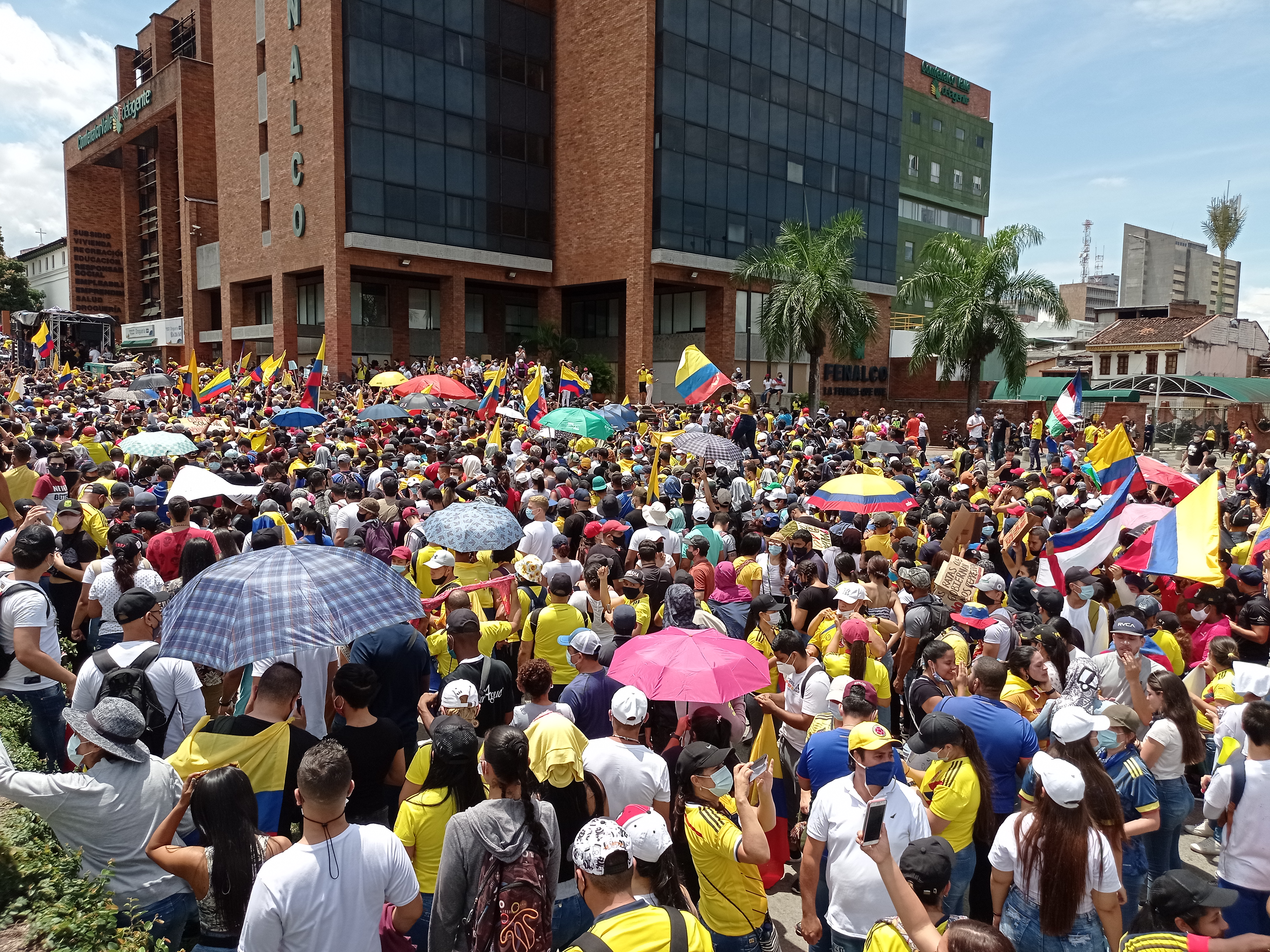
Jornada de manifestaciones del 1 de mayo en Cali.

Como reacción a estas propuestas se convocó un paro el 28 de abril que se prolongó durante la primera mitad de mayo. En primer término Duque ofreció mantener la exención a los productos alimenticios del IVA y retirar los impuestos a servicios funerarios. Pese a estas concesión, posteriormente el 2 de mayo Duque solicitó al congreso retirar la reforma tributaria en mayo de 2021. Así mismo el 2 de mayo se anunció la renuncia del Ministro de Hacienda Alberto Carrasquilla quien fue remplazado por José Manuel Restrepo Abondano.
Sin embargo las protestas y desórdenes continuaron con posterioridad, desencadenando una ola de violencia policial en las primeras semanas de mayo de 2021 que fueron criticadas por organismos de derecho internacional como Human Rights Watch y Amnistía Internacional pues se han registrado 37 civiles desarmados muertos, e instancias de violencia sexual por parte de la Policía Nacional contra los manifestantes, así como denuncias de desaparición de 87 personas durante las protestas. En su primera conversación con el presidente de Estados Unidos, Joe Biden, este "expresó su apoyo a los derechos de los manifestantes pacíficos, subrayó que las fuerzas del orden deben cumplir las normas más estrictas de responsabilidad y condenó los actos de violencia y vandalismo".
En septiembre de 2023, la Corte Constitucional de Colombia emitió la sentencia T-372, declarando que el gobierno de Iván Duque había vulnerado derechos de la ciudadanía al haber obstruido la «libertad de expresión, de reunión y de asociación» después de no informar de los cortes de internet durante las protestas en Colombia de 2021.

#### Paro armado de las Autodefensas Gaitanistas de 2022
Si bien una vez el narcotraficante Darío Antonio Úsuga, Alias Otoniel, máximo cabecilla de las Autodefensas Gaitanistas (también conocidas como los Urabeños o el clan del Golfo) fue capturado en octubre de 2021 el presidente Iván Duque declaró que con su captura "el Clan del Golfo ha llegado a su fin", la estructura siguió funcionando sin su máximo cabecilla como una organización centralizada y bien coordinada; como muestra de ello, una vez se conoció la noticia de la extradición de Otoniel a EE. UU. para que pague por sus delitos de narcotráfico, la organización declaró un paro armado para las fechas comprendidas entre el 5 y el 10 de mayo de 2022, ordenándole a los locales comerciales, colegios públicos y privados y empresas transportadoras de seis departamentos del país que cesaran sus actividades durante tales fechas y a la comunidad en general que se abstuviera de salir a la calle. A diferencia de otros paros armados que ha habido en Colombia, el paro de las AGC en 2022 no se limitó a pequeñas poblaciones rurales, sino que llegó incluso a capitales como Medellín y Barranquilla, causando que el departamento de Antioquia quedara completamente paralizado.
Desde el primer día del paro, se reportaron decenas de actuaciones criminales, como homicidios de personas que decidieron abrir sus negocios, quema de buses y camiones y amedrentamiento de la población en general. Para el segundo día del paro, ya se reportaba que había una acción violenta cada 20 minutos, lo que evidenció la incapacidad del gobierno para contener el actuar criminal de las AGC y se reportaban millonarias perdidas, por la paralización general de la economía en 6 departamentos del país y por la quema o destrucción de al menos 100 vehículos, solo en las primeras 24 horas del paro.

#### Medio ambiente

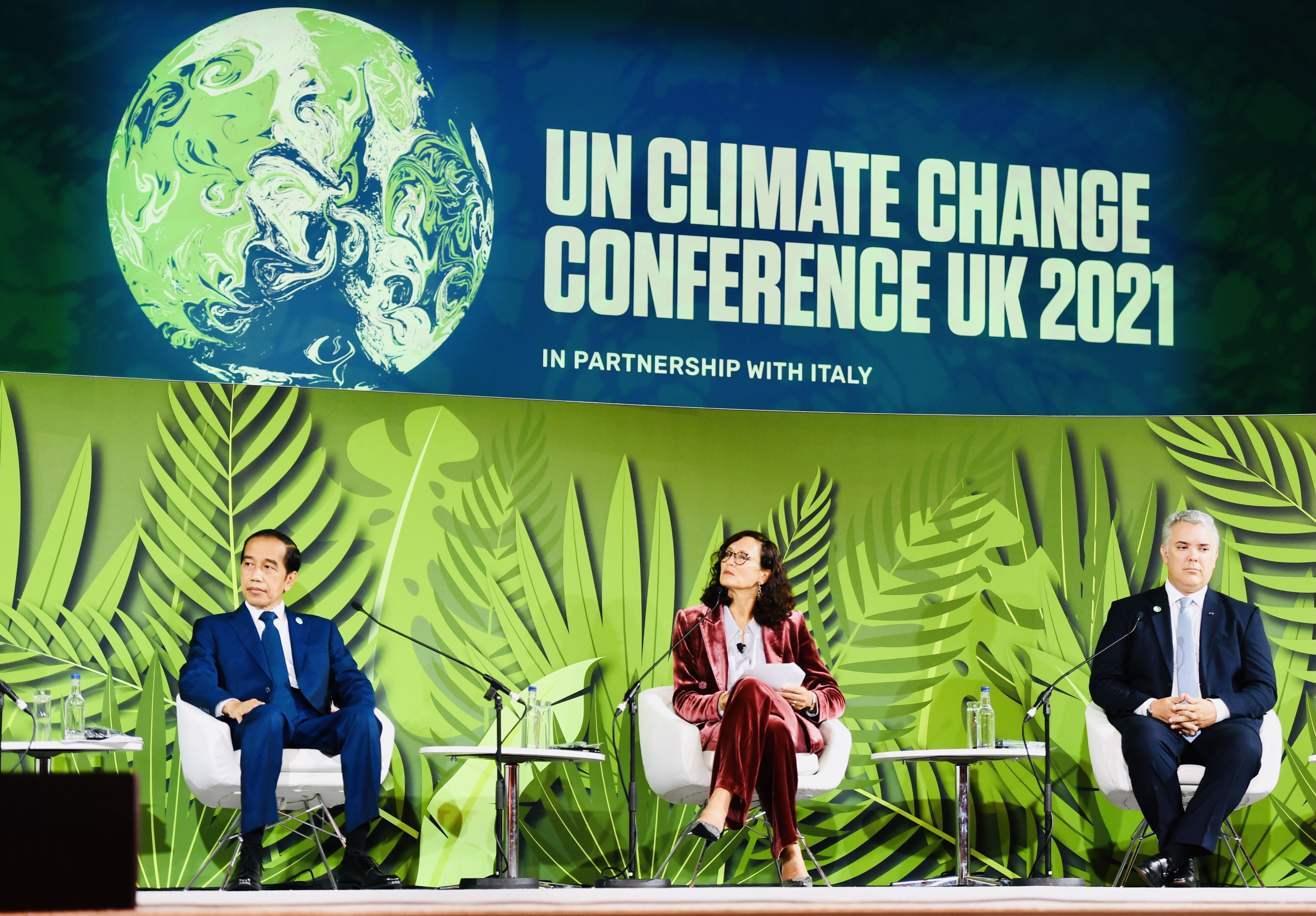
Duque en la Conferencia de las Naciones Unidas sobre el Cambio Climático de 2021.

Entre 2018 y 2022 la producción contratada de energía renovable diferente a fuentes hídricas (principalmente eólica y solar) pasó de menos de 1% de la producción energética del país a más del 10%. A través de su Plan Nacional de Desarrollo 2018-2022, el gobierno colombiano planea reactivar los mercados de oro y cobre del país. Además, se han previsto 161 nuevas perforaciones petrolíferas para 2022, cuatro veces más que las 46 existentes en 2018. 
Este plan es muy criticado por los ecologistas, que lo consideran peligroso para el medio ambiente y el clima (a favor de los combustibles fósiles, que emiten muchos gases de efecto invernadero), y que ofrece los recursos no renovables del país a las multinacionales extranjeras (la parte de los beneficios de la extracción que se paga al Estado ha bajado al 0,4% en el caso del oro y la plata, y al 3,27% en el de las minas de carbón a cielo abierto). El plan también amenaza a las comunidades indígenas, cuyos territorios y recursos vuelven a estar amenazados (a mediados de 2019 la carretera Panamericana fue bloqueada durante varias semanas por la movilización de miles de indígenas en el departamento del Cauca).
Su mandato también conduce a una aceleración de la deforestación.

#### Pandemia del COVID19 y programa de televisión
Durante la pandemia de COVID-19 el Gobierno Nacional creó el Programa de Televisión "Prevención y Acción" en el cual el presidente se comunicaba con los ciudadanos mediante cadena nacional con los medios de comunicación públicos y privados colombianos, transmitiendo todos los días a las 6 de la tarde. El programa gozó de gran popularidad al inicio de la pandemia, pues se mostró como un medio efectivo para comunicar oportunamente las novedades sobre las medidas para contener la propagación del virus del COVID19 en el país, dicha capacidad de comunicación, llevó a una subida importante en la aprobación de la gestión de Duque al inicio de la pandemia, registrando un aumento del 29% en su aprobación en abril de 2020 situación contraria a la de la mayoría de los líderes del mundo, quienes vieron mermada su popularidad al inicio de la pandemia. 
Sin embargo, el programa se prorrogó en el tiempo y fue perdiendo popularidad, al no haber constantes novedades sobre la pandemia, el programa mutó a una especie de espacio de entrevistas donde Duque hablaba sobre las novedades de su gobierno, ya en noviembre de 2020 el rating era bastante bajo y era evidente el desgaste de tal espacio frente a la opinión pública sin embargo el programa continuó, durante el inicio del paro nacional de 2021, Duque siguió presentando el programa de televisión, lo que generó fuertes críticas, por lo que, para el 4 de mayo de 2021, cuando la situación del paro ya estaba descontrolada, tuvo que suspender el programa, el 6 de mayo de 2021 se anunció la suspensión indefinida de ese espacio, sin que se volviera a emitir en el resto de su gobierno.
En 2020 el ministro de Defensa de Iván Duque Carlos Holmes Trujillo falleció de COVID-19, por lo que fue remplazado por Diego Molano. Como resultado de la crisis del COVID el PIB en Colombia se redujo en 6,8% en 2020, la peor caída del producto interno bruto del país en su historia, comparada con el anterior peor registro, que fue una diminución del 4.5% durante la crisis de liquidez e hipotecaria de 1999.

#### Seguridad pública
La inseguridad en Colombia ha aumentado durante la presidencia de Iván Duque. La producción de cocaína alcanza un récord de 1200 toneladas. Eso hace de Colombia el principal productor mundial de esta droga, según la ONU.
En cuatro años se han producido más de 260 masacres que han dejado más de 1100 muertos.
Por otro lado, la violencia contra líderes sociales en los territorios ha aumentado sustancialmente. A corte del 4 de junio de 2022, el saldo de asesinatos de líderes sociales era de 930. Además, 245 excombatientes de las FARC-EP que se acogieron a los Acuerdos de paz han sido asesinados durante el Gobierno Duque.
Según el diario israelí Haaretz, el Gobierno colombiano compró el programa espía Pegasus por 13 millones de dólares en 2021.

#### Política exterior

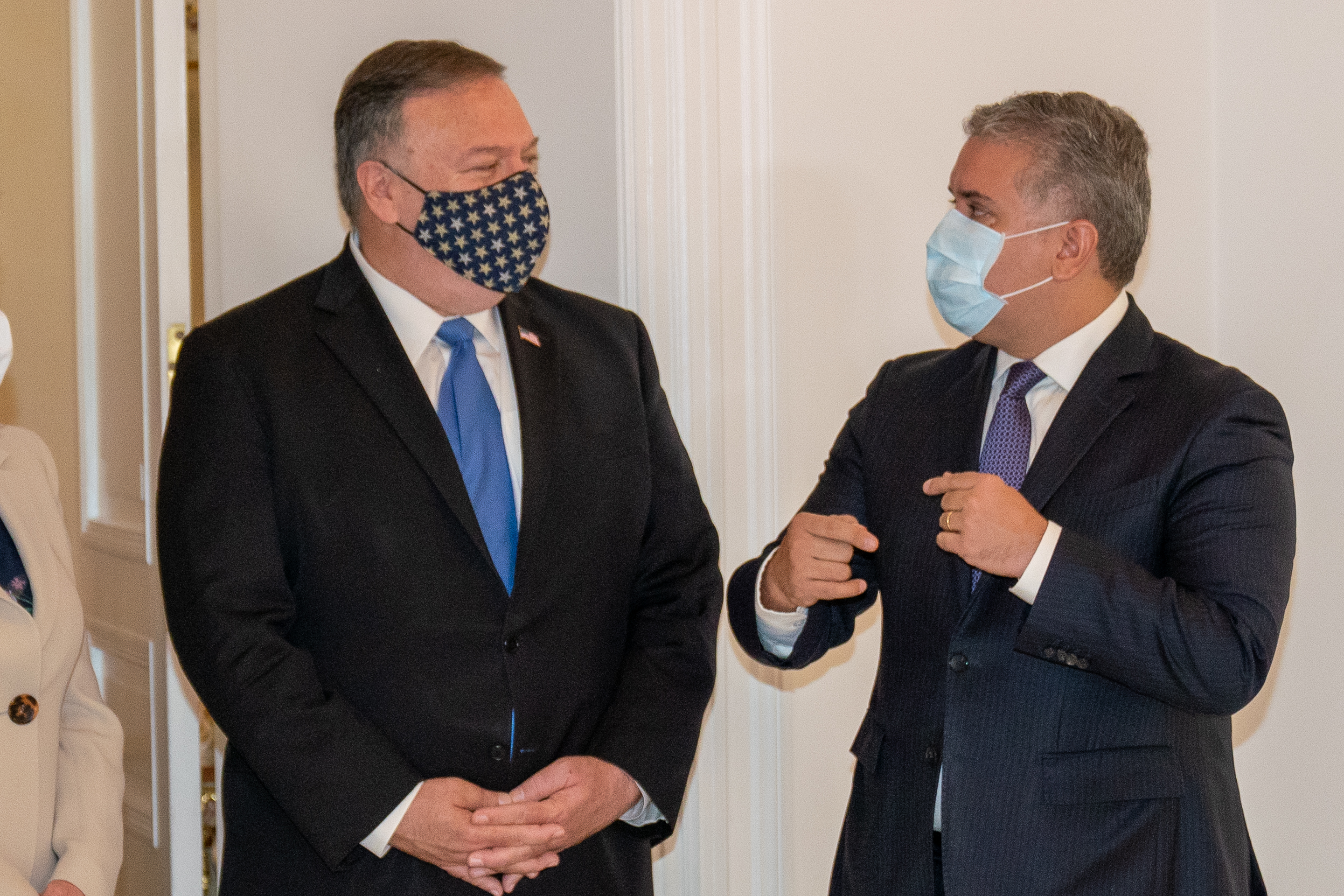
El secretario Mike Pompeo junto al presidente Duque.

Muy cercano a la administración Trump de Estados Unidos, apoya sus proyectos en Colombia y América Latina y a cambio recibe un apoyo político inquebrantable y miles de millones de dólares en ayuda económica y militar.
Persigue la guerra contra las drogas definida por el gobierno de Estados Unidos y apoya los esfuerzos de la administración Trump para el cambio de régimen en Venezuela apoyando los intentos de golpe de Estado en ese país y permitiendo que grupos armados venezolanos se entrenen en Colombia. Califica al gobierno venezolano de Nicolás Maduro como "dictatorial" y dice que no descarta una intervención armada contra Venezuela.
Su gobierno celebra la destitución del presidente boliviano Evo Morales durante la crisis política en Bolivia de 2019 y fue acusado de injerencia en las elecciones presidenciales de Ecuador de 2021 al acusar al candidato de izquierda Andrés Arauz de estar financiado por la guerrilla colombiana del ELN.
Mantiene una muy buena relación con Estados Unidos tras la elección de Joe Biden como presidente estadounidense en 2020, aunque su partido, el Centro Democrático, había apoyado a Donald Trump en las elecciones presidenciales. El gobierno de Biden ha dado muestras de favorecer a los candidatos de la derecha en las elecciones presidenciales colombianas de 2022. Altos diplomáticos estadounidenses hablaron en la prensa sobre la supuesta injerencia rusa, cubana y venezolana en las elecciones a favor del candidato izquierdista Gustavo Petro, mientras que los funcionarios estadounidenses evitaron reunirse con Petro antes de las elecciones mientras se reunían con otros candidatos.

### Postpresidencia
Dos días después del final de su presidencia, fue nombrado "distinguished fellow" en el influyente Woodrow Wilson Center, un think tank financiado por el gobierno estadounidense, con un sueldo mensual de 10 000 dólares.

## Familia
Pese a que era casi desconocido en el momento de su postulación a la presidencia de Colombia, Iván Duque es miembro de una modesta pero influyente familia tradicional de Ibagué, siendo sus ancestros importantes políticos vinculados con el Partido Liberal. Duque, sin embargo, saltó a la fama nacional por su padrino político, el expresidente Álvaro Uribe.

### Ascendencia
Iván Duque es hijo del abogado y político Iván Duque Escobar y de la politóloga Juliana Márquez Tono, siendo su hermano Andrés Duque Márquez, tercer embajador de Colombia en el Vaticano, ante el papa Francisco.
Su padre, quien fue ministro de Minas a mediados de los años 80, y Registrador Nacional a inicios de los 2000, estuvo casado en primeras nupcias con Claudia Samper Mejía, de quien tuvo a su hija mayor María Paula Duque Samper, vicepresidenta de asuntos públicos de la compañía colombo alemana Avianca, y esposa del periodista de Blu Radio (propiedad del canal colombiano Caracol Televisión), Néstor Morales. Su padre se casó por tercera vez en 1996 con Leonor Barreneche Gómez, quien ya tenía de su primer matrimonio a Nicolás Acevedo Barreneche, otro de los hermanastros de Duque.

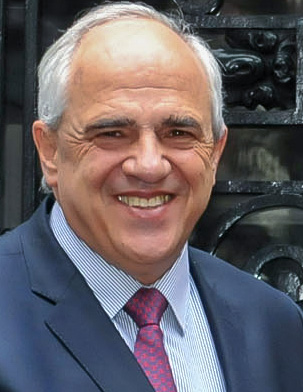
El expresidente Ernesto Samper, primo lejano de su hermanastra María Paula.

Su hermanastra Claudia es bisnieta del político liberal Joaquín Samper Brush (hijo a su vez del político Miguel Samper Agudelo y sobrino de José María Samper y su esposa Soledad Acosta), cuyo hermano Tomás era el padre del periodista Daniel Samper Ortega, de quien son nietos el expresidente Ernesto Samper Pizano y su hermano Daniel. Los Samper Pizano son trastataranietos de Samper Agudelo, lo que convierte a María Paula en prima cuarta de estos hermanos.

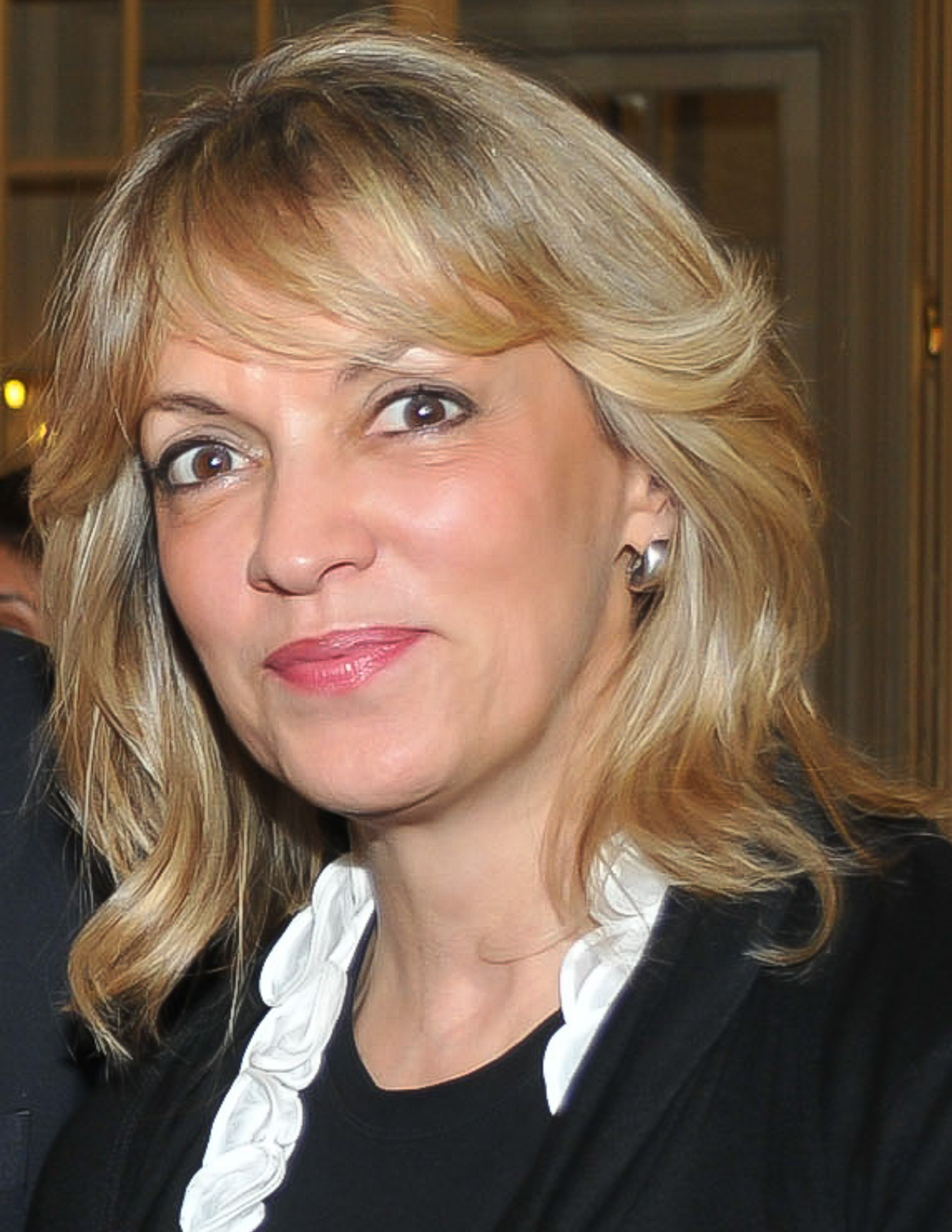
Su prima media, María Emma Mejía.

Por otra parte, Claudia es prima de María Emma Mejía, política y diplomática quien fue embajadora de Colombia ante la ONU en el gobierno de Juan Manuel Santos. La relación de Mejía con los Santos data del primer matrimonio de Mejía, pues estuvo casada con el ganadero Lucas Caballero Reyes, hijo del periodista de El Tiempo, Lucas Caballero Calderón "Klim", miembro de otra familia importante en Colombia. En segundas nupcias María Emma Mejía se casó con el periodista Alberto Casas.

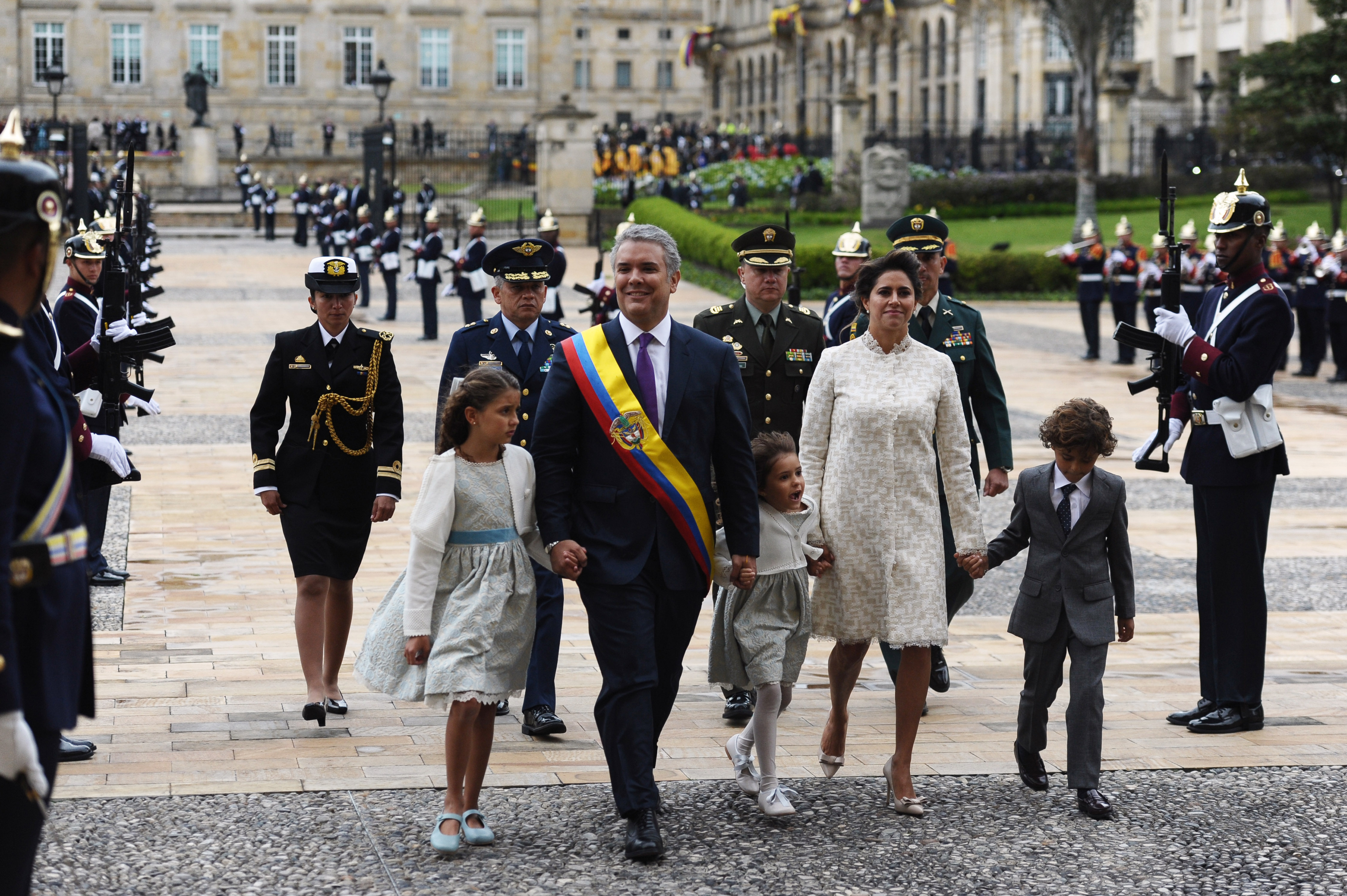
Familia Duque Ruiz.

Por otra parte, su madre era hija del abogado y empresario liberal Hernando Márquez Arbeláez, quien fue ministro encargado de minas en noviembre de 1973, durante la presidencia de Misael Pastrana. Márquez era amigo cercano del expresidente Darío Echandía, de quien fue secretario de hacienda durante su gobernación en Tolima, y por medio del cual, Iván Duque llegó a conocer a Echandía, a principios de los años 80.
Duque Márquez además es primo de Juliana Márquez Pérez, quien fue alcaldesa de la localidad de Chapinero, a su vez es nieta de Carlos Pérez Escalante, gobernador del Norte de Santander durante el gobierno de Misael Pastrana Borrero.

### Matrimonio
Iván Duque está casado con la abogada María Juliana Ruiz Sandoval, y con ella tiene tres hijos: Luciana, Matías y Eloísa Duque Ruiz.

## Obras
Ha sido columnista de los diarios El Colombiano, Portafolio y El Tiempo, y El País de España. Entre los libros que ha escrito están los siguientes títulos:
- 2007: Pecados monetarios
- 2010: Maquiavelo en Colombia[20]
- 2013: La economía naranja: una oportunidad infinita (coautor)
- 2015: El efecto naranja
- 2017: IndignAcción
- 2018: El futuro está en el centro
- 2022: Es con Hechos[105]